# Veronica arguteserrata
Veronica arguteserrata là một loài thực vật có hoa trong họ Mã đề. Loài này được Regel & Schmalh. miêu tả khoa học đầu tiên năm 1878.